# 3e brigade d'infanterie de la Garde (Empire allemand)
Pour les articles homonymes, voir 3e brigade.
La 3e brigade d'infanterie de la Garde est une grande unité de l'armée prussienne.

## Histoire
La 3e brigade d'infanterie de la Garde est créée après les guerres napoléoniennes le 11 juin 1813 en tant que brigade de grenadiers avec 4 bataillons et fait partie à partir du 5 septembre 1828 de la 2e division de la Garde du corps de la Garde. Après plusieurs changements de nom, elle reçoit le 29 avril 1852 la désignation 3e brigade d'infanterie de la Garde et a son commandement de 1815 jusqu'à la démobilisation en 1919 à Berlin.

### Composition
- 1820 à 1851

1er régiment de grenadiers de la Garde, 2e régiment de grenadiers de la Garde, bataillon de tirailleurs de la Garde (de)
- 1852 à 1859

1er régiment de grenadiers de la Garde, 3e régiment de Landwehr de la Garde, bataillon de tirailleurs de la Garde (de)
- 1860 à 1872

1er régiment de grenadiers de la Garde, 3e régiment de grenadiers de la Garde, bataillon de tirailleurs de la Garde (de), 1er régiment de grenadiers de la Garde de Landwehr
- 1873 à 1914

Comme avant, plus le 3e régiment de grenadiers de la Garde de Landwehr
- Organisation de la guerre à la mobilisation de 1914

Comme auparavant, sans unités de Landwehr
- organisation de guerre le 20 mars 1918

1er régiment de grenadiers de la Garde, 2e régiment de grenadiers de la Garde, 4e régiment de grenadiers de la Garde et 4e détachement de tireurs d'élite de mitrailleuses

### Guerre austro-prussienne de 1866
Lors de la guerre entre la Prusse et l'Empire autrichien, la brigade sous le commandement du général de division Rudolph Otto von Budritzki participe à la bataille de Königgrätz.

### Guerre franco-prussienne de 1870/1871
Lors de la guerre franco-prussienne, la brigade combat du 23 août au 19 octobre 1870 sous le commandement du général de division Heimart von Linsingen (de) et participe aux batailles de Gravelotte et de Sedan, ainsi qu'au siège de Paris.

### Première Guerre mondiale
Pendant la Première Guerre mondiale, la brigade combat d'abord au front occidental et est transféré à la fin avril 1915 au front de l'Est où elle est engagée à partir de juillet à Krasnystaw et Biskupice ainsi que de la Wieprz jusqu'à la Jasiolda. Par la suite, l'unité change de front à plusieurs reprises et est restée à l'Ouest jusqu'à la fin de la guerre.

### Après-guerre
À la suite de la démobilisation résultant du traité de Versailles, la brigade est dissoute en 1919.

### Commandants de brigade
| Nom                                    | Date                                           |
| -------------------------------------- | ---------------------------------------------- |
| 2e brigade d'infanterie de la Garde    |                                                |
| Frédéric-Guillaume de Prusse           | 6 avril 1817 au 1820                           |
| 1820 à 1822 vacant                     |                                                |
| Charles de Prusse                      | 23 mai 1822 au 16 janvier 1830                 |
| Adolf Eduard von Thile                 | 17 janvier 1830 au 19 mars 1832                |
| Ludwig von Quadt von Hüchtenbruck (de) | 20 mars 1832 au 29 mars 1838                   |
| Alexander von Knobelsdorff             | 30 mars 1838 au 16 octobre 1844                |
| Johann Carl von Möllendorff (de)       | 17 octobre 1844 au 3 décembre 1849             |
| Karl von Kropff                        | 4 décembre 1849 au 4 mai 1852                  |
| 3e brigade d'infanterie de la Garde    |                                                |
| Karl von Kropff                        | 4 mai 1852 au 9 mai 1855                       |
| Ferdinand von Kleist                   | 10 mai 1855 au 11 juin 1855                    |
| Eduard Vogel von Falckenstein          | 12 juin 1855 au 25 juin 1856                   |
| Woldemar von Trotha (de)               | 26 juin 1856 au 6 mars 1857                    |
| Gustav von Arnim                       | 7 mars 1857 au 2 juin 1858                     |
| Hans Paulus Herwarth von Bittenfeld    | 3 juin 1858 au 13 juin 1859                    |
| Friedrich Herwarth von Bittenfeld      | 14 juin 1859 au 17 octobre 1861                |
| Franz von Frobel                       | 18 octobre 1861 au 3 janvier 1864              |
| Karl Heinrich von der Goltz            | 4 janvier 1864 au 9 juillet 1865               |
| Adolf von Rosenberg-Gruszczynski (de)  | 10 juillet 1865 au 19 mai 1866                 |
| Rudolph Otto von Budritzki             | 200 mai 1866 au 17 juillet 1870                |
| Otto Knappe von Knappstädt             | 18 juillet 1870 au 17 mai 1876                 |
| Wilhelm von Grolman                    | 18 mai 1876 au 15 novembre 1882                |
| Gustav von Arnim                       | 16 novembre 1882 au 14 mai 1883                |
| Friedrich von Wißmann (de)             | 15 mai 1883 au 17 janvier 1887                 |
| Albert von Holleben                    | 18 janvier 1887 au 21 mars 1889                |
| Hermann Blecken von Schmeling          | 22 mars 1889 au 15 janvier 1890                |
| Ferdinand von Lütcken (de)             | 16 janvier 1890 au 17 avril 1893               |
| Anton Herwarth von Bittenfeld          | 18 avril 1893 au 16 décembre 1896              |
| Max von Krosigk (de)                   | 17 décembre 1896 au 26 janvier 1900            |
| Maximilian von Schwartzkoppen          | 27 janvier 1900 au 18 juin 1902                |
| Wilhelm von und zu Egloffstein (de)    | 19 juin 1902 au 12 février 1906                |
| Guillaume de Hohenzollern-Sigmaringen  | 13 février 1906 au 20 mars 1908                |
| Ferdinand von Quast                    | 21 mars 1908 au 26 octobre 1908                |
| Hermann Rieß von Scheurnschloß (de)    | 27 octobre 1908 au 5 avril 1912                |
| Adolf Wild von Hohenborn               | 6 avril 1912 au 1 juillet 1913                 |
| Viktor Albrecht                        | 2 juillet 1913 au 1 août 1914                  |
| Axel von Petersdorff                   | 2 août 1914 au 30 juin 1916                    |
| Bernhard von Hülsen (de)               | 1 juillet 1916 au 2 janvier 1917               |
| Alexis von Stein-Liebenstein (de)      | 3 janvier 1917 au 7 août 1919 (démobilisation) |